# 科科斯島鮋
科科斯島鮋，為輻鰭魚綱鮋形目鮋亞目鮋科的其中一種，為熱帶海水魚，分布於東太平洋可可島海域，棲息深度57-92公尺，體長可達6.2公分，棲息在底層水域，生活習性不明。